# Wohnhaus Butjadinger Straße 10
Das Wohnhaus Butjadinger Straße 10 beim ehemaligen Amtshaus Abbehausen im niedersächsischen Nordenham-Ellwürden im Landkreis Wesermarsch stammt aus der zweiten Hälfte des 19. Jahrhunderts.

Aktuell (2024) wird es als Wohnhaus und durch die Delme Werkstätten gGmbH für Behinderte genutzt.
Das Gebäude steht unter Denkmalschutz (siehe auch Liste der Baudenkmale in Nordenham).

## Beschreibung
Das eineinhalb- und zweigeschossige verputzte historisierende T-förmige Gebäude mit Satteldächern, dem zweigeschossigen seitlichen, reich dekorierten Giebelflügel mit dem Schwebegiebel und einem runden Fenster im Giebeldreieck, dem Drempel im eingeschossigen Mezzaningeschoss sowie den gerahmten segmentbogigen Fenstern und dem geschossteilenden Gesims wurde um 1880 gebaut.
Das Landesdenkmalamt befand zur Bedeutung: „geschichtlich, wissenschaftlich, städtebaulich“.